# Garriguella (kommunhuvudort)
Garriguella är en kommunhuvudort i Spanien.   Den ligger i provinsen Província de Girona och regionen Katalonien, i den östra delen av landet, 600 km öster om huvudstaden Madrid. Garriguella ligger 63 meter över havet och antalet invånare är 727.
Terrängen runt Garriguella är platt åt sydväst, men åt nordost är den kuperad.  Närmaste större samhälle är Figueres, 12,1 km sydväst om Garriguella. Trakten runt Garriguella består till största delen av jordbruksmark.